# Cut Bank (Montana)
Cut Bank is een plaats (city) in de Amerikaanse staat Montana, en valt bestuurlijk gezien onder Glacier County.

## Demografie
Bij de volkstelling in 2000 werd het aantal inwoners vastgesteld op 3105.
In 2006 is het aantal inwoners door het United States Census Bureau geschat op 3171, een stijging van 66 (2,1%).

## Geografie
Volgens het United States Census Bureau beslaat de plaats een oppervlakte van
2,5 km², geheel bestaande uit land. Cut Bank ligt op ongeveer 1164 m boven zeeniveau.

## Plaatsen in de nabije omgeving
De onderstaande figuur toont nabijgelegen plaatsen in een straal van 44 km rond Cut Bank.